# Heidelberger Brauerei
Die Heidelberger Brauerei GmbH ist eine Privatbrauerei in Heidelberg.

## Geschichte

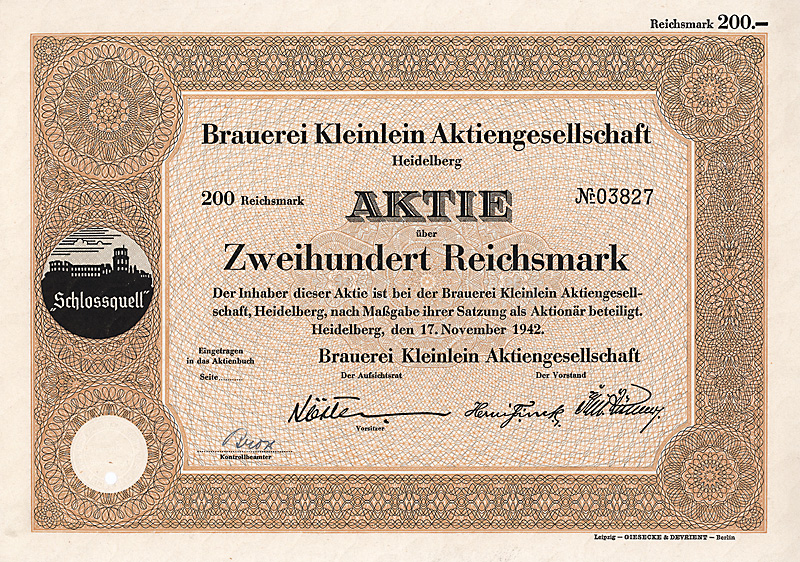
Aktie über 200 RM der Brauerei Kleinlein AG vom 17. November 1942

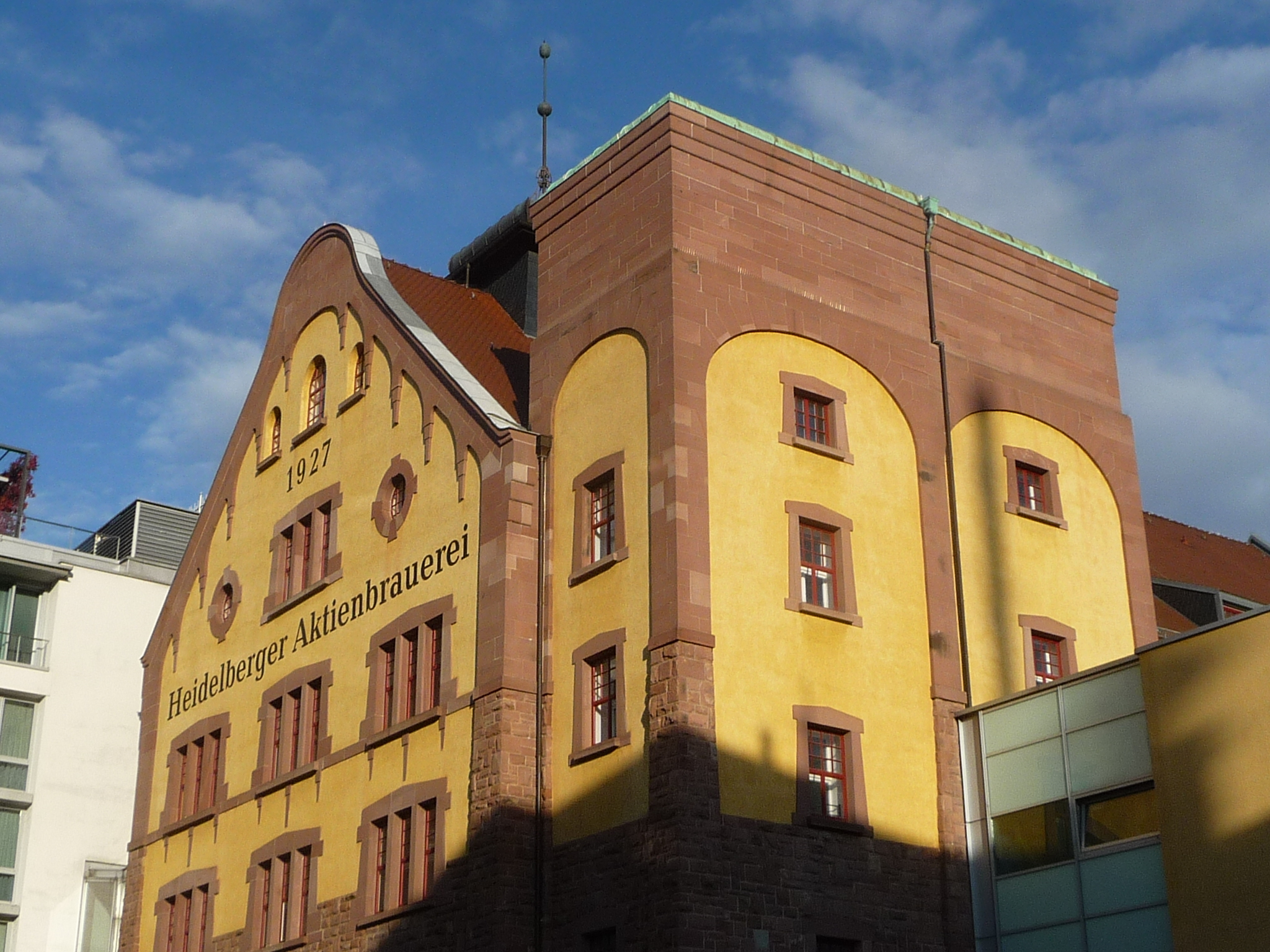
Ehemaliges Gebäude der Heidelberger Brauerei in Bergheim

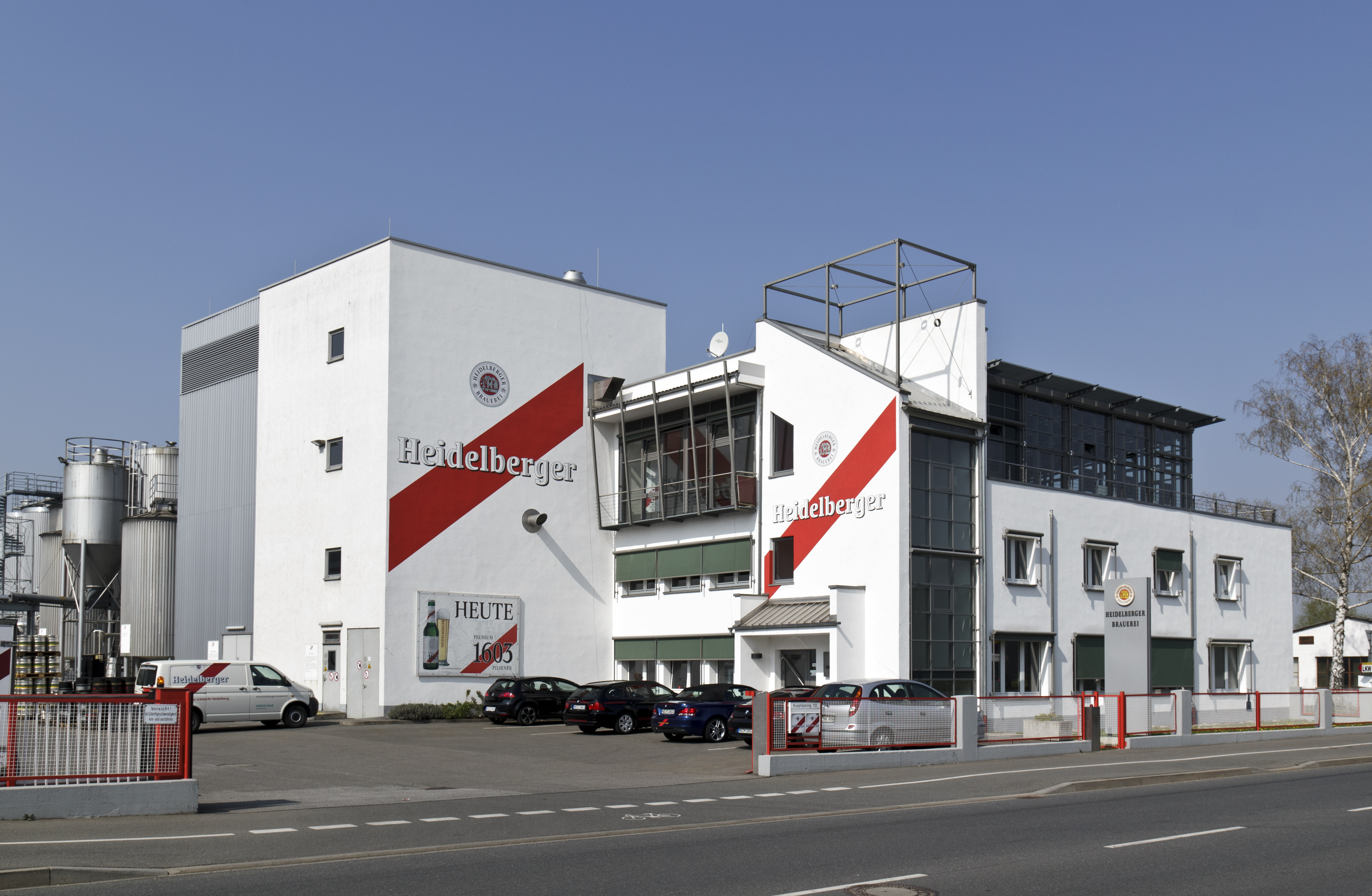
Der heutige Standort im Pfaffengrund

Im 18. Jahrhundert gab es in Heidelberg viele kleine Brauereien, von denen die meisten Bier für den Bedarf ihrer eigenen Wirtschaft herstellten. Um 1900 hatte ein Großteil dieser Brauereien bereits geschlossen. Am Ende blieb nur eine Brauerei in Heidelberg bestehen, die heutige Heidelberger Brauerei GmbH. Diese wurde 1753 erstmals urkundlich erwähnt. Das Ehepaar Müller erwarb damals das Grundstück in der Hauptstraße 115, das heutige Stammhaus, „Güldenes Schaf“. 
Im Laufe der Jahre wuchs das Anwesen der Brauerei erheblich und die Besitzer wechselten mehrmals. Schließlich erwarben die Halbbrüder Kleinlein 1820 die Brauerei und den Gasthof und errichteten 1870 auf dem Grundstück in der Bergheimer Straße eine neue Brauerei. 1884 wurde das Unternehmen „Heidelberger Aktienbrauerei vorm. Kleinlein Heidelberg“ gegründet. Als Kleinlein AG kaufte die Brauerei 1934 fünf Quellen am Königstuhl, womit die neue Biermarke „Schloßquell“ gebraut wurde. 1968 wurde die Schultheiss-Brauerei AG, Berlin, Mehrheitsaktionärin der Schlossquellbrauerei AG, die Brauerei wurde in den Konzern eingegliedert und konnte unter der Führung von Berlin fortbestehen. Danach gab es einige Umfirmierungen: „Schlossquellbrauerei GmbH“, „Heidelberger Schlossquellbrauerei GmbH“, bis zur heutigen „Heidelberger Brauerei GmbH“.
1996 kaufte Werner Kindermann die „Heidelberger Schlossquellbrauerei GmbH“ mitsamt ihren Gaststätten. Somit gelangte die Brauerei wieder in Privatbesitz. Im Anschluss daran errichtete er 1999 im Stadtteil Pfaffengrund eine der damals modernsten Braustätten Europas. 2005 erwarb der Geschäftsführer der Heidelberger Brauerei GmbH Michael Mack das Unternehmen.
2024 wurde die Heidelberger Brauerei von Weldebräu übernommen.

## Produktion
Die Heidelberger Brauerei erzeugte 2010 mit 23 Mitarbeitern rund 50.000 hl Bier pro Jahr und erzielte damit 5,5 Millionen Euro Umsatz. Die Biersorten werden fast ausschließlich in der Region verkauft, 8 % werden exportiert (unter anderem nach Japan, Frankreich, Italien, Irland und Malta). Der Umsatz wird je zur Hälfte in der Gastronomie und im Einzelhandel erzielt.

## Biersorten (Auswahl)
- 1603 Premium Pilsener
- Schlossbier

## Sonstiges
Die Brauerei ist Mitglied im Brauring, einer Kooperationsgesellschaft privater Brauereien aus Deutschland, Österreich und der Schweiz.